# Yahya Al Ghassani
Yahya Ali Said Al Ghassani, meglio noto come Yahya Al Ghassani (in arabo يحيى الغساني‎?; Sharja, 18 aprile 1998), è un calciatore emiratino, attaccante dell'Shabab Al-Ahli e della nazionale emiratina.

## Carriera

### Club
Yayha Al Ghassani cresce prima nelle giovanili dell'Shabab Al-Ahli, per poi passare al settore giovanile dell'Al-Wahda. Nel 2018 firma un contratto di quattro anni con l'Al-Wahda, facendo il suo esordio da professionista, il 31 agosto 2018, nella vittoria per 6-2 contro l'Ittihad Kalba subentrando al 65' minuto e segnando anche il goal del momentaneo 5-2.
Nel gennaio 2021 lascia l'Al-Wahda per tornare nuovamente alla squadra dove era cresciuto, l'Shabab Al-Ahli, per cui firma un contratto triennale .

### Nazionale
Nel 2020 viene scelto tra i convocati della Nazionale Under-23 di calcio degli Emirati Arabi Uniti per partecipare alla Coppa d'Asia AFC Under-23 2020, dove colleziona 3 presenze.
Il 27 gennaio 2022, fa il suo esordio con la nazionale maggiore emiratina, nella partita valida per le Qualificazioni al Mondiale 2022 contro la Siria dove realizza anche il goal del definitivo 2-0.
Nel gennaio 2024 viene inserito nella lista dei convocati per la Coppa d'Asia 2023, dove scende in campo in tutte le quattro partite giocate dalla nazionale emiratina. Durante il torneo realizza anche due reti, tra cui il primo goal della sua nazionale nella competizione, segnando il goal di apertura nella vittoria per 3-1 contro Hong Kong.

## Statistiche

### Presenze e reti nei club
Statistiche aggiornate al 19 giugno 2025.
| Stagione        | Squadra         | Campionato      | Campionato | Campionato | Coppe nazionali | Coppe nazionali | Coppe nazionali | Coppe internazionali | Coppe internazionali | Coppe internazionali | Altre coppe | Altre coppe | Altre coppe | Totale | Totale |
| Stagione        | Squadra         | Comp            | Pres       | Reti       | Comp            | Pres            | Reti            | Comp                 | Pres                 | Reti                 | Comp        | Pres        | Reti        | Pres   | Reti   |
| --------------- | --------------- | --------------- | ---------- | ---------- | --------------- | --------------- | --------------- | -------------------- | -------------------- | -------------------- | ----------- | ----------- | ----------- | ------ | ------ |
| 2018-2019       | Al-Wahda        | PL              | 11         | 2          | CPA+CdL         | 1+7             | 0+2             | ACL                  | 1                    | 0                    | SE          | 0           | 0           | 20     | 4      |
| 2019-2020       | Al-Wahda        | PL              | 16         | 1          | CPA+CdL         | 1+4             | 0+2             | ACL                  | 2                    | 0                    | -           | -           | -           | 23     | 3      |
| 2020-2021       | Al-Wahda        | PL              | 7          | 1          | CPA+CdL         | 0+1             | 0+0             | -                    | -                    | -                    | -           | -           | -           | 8      | 1      |
| Totale Al Wahda | Totale Al Wahda | Totale Al Wahda | 34         | 4          |                 | 14              | 4               |                      | 3                    | 1                    |             | 0           | 0           | 51     | 8      |
| gen.-giu. 2021  | Shabab Al-Ahli  | PL              | 10         | 3          | CPA+CdL         | 1+4             | 0+0             | ACL                  | 4                    | 0                    | SE          | 1           | 0           | 20     | 3      |
| 2021-2022       | Shabab Al-Ahli  | PL              | 17         | 2          | CPA+CdL         | 2+4             | 0+0             | ACL                  | 7                    | 1                    | SE          | 1           | 0           | 30     | 3      |
| 2022-2023       | Shabab Al-Ahli  | PL              | 23         | 7          | CPA+CdL         | 2+2             | 0+1             | -                    | -                    | -                    | -           | -           | -           | 28     | 8      |
| 2023-2024       | Shabab Al-Ahli  | PL              | 24         | 5          | CPA+CdL         | 3+2             | 2+0             | ACL                  | 2                    | 2                    | SE          | 1           | 1           | 32     | 10     |
| 2024-2025       | Shabab Al-Ahli  | PL              | 12         | 0          | CPA+CdL         | 1+2             | 0+0             | ACLE+ACL2            | 2+6                  | 2+0                  | SE+EQCS     | 1+1         | 0+0         | 25     | 2      |
| Totale carriera | Totale carriera | Totale carriera | 120        | 21         |                 | 37              | 7               |                      | 24                   | 5                    |             | 5           | 1           | 186    | 34     |

### Cronologia presenze e reti in Nazionale
| Cronologia completa delle presenze e delle reti in nazionale ― Emirati Arabi Uniti | Cronologia completa delle presenze e delle reti in nazionale ― Emirati Arabi Uniti | Cronologia completa delle presenze e delle reti in nazionale ― Emirati Arabi Uniti | Cronologia completa delle presenze e delle reti in nazionale ― Emirati Arabi Uniti | Cronologia completa delle presenze e delle reti in nazionale ― Emirati Arabi Uniti | Cronologia completa delle presenze e delle reti in nazionale ― Emirati Arabi Uniti | Cronologia completa delle presenze e delle reti in nazionale ― Emirati Arabi Uniti | Cronologia completa delle presenze e delle reti in nazionale ― Emirati Arabi Uniti |
| Data                                                                               | Città                                                                              | In casa                                                                            | Risultato                                                                          | Ospiti                                                                             | Competizione                                                                       | Reti                                                                               | Note                                                                               |
| ---------------------------------------------------------------------------------- | ---------------------------------------------------------------------------------- | ---------------------------------------------------------------------------------- | ---------------------------------------------------------------------------------- | ---------------------------------------------------------------------------------- | ---------------------------------------------------------------------------------- | ---------------------------------------------------------------------------------- | ---------------------------------------------------------------------------------- |
| 27-1-2022                                                                          | Dubai                                                                              | Emirati Arabi Uniti                                                                | 2 – 0                                                                              | Siria                                                                              | Qual. Mondiali 2022                                                                | 1                                                                                  | 69’                                                                                |
| 1-2-2022                                                                           | Tehran                                                                             | Iran                                                                               | 1 – 0                                                                              | Emirati Arabi Uniti                                                                | Qual. Mondiali 2022                                                                | -                                                                                  | 74’                                                                                |
| 39-3-2022                                                                          | Dubai                                                                              | Emirati Arabi Uniti                                                                | 1 – 0                                                                              | Corea del Sud                                                                      | Qual. Mondiali 2022                                                                | -                                                                                  | 73’                                                                                |
| 29-5-2022                                                                          | Dubai                                                                              | Emirati Arabi Uniti                                                                | 1 – 1                                                                              | Gambia                                                                             | Amichevole                                                                         | -                                                                                  | 45’                                                                                |
| 19-11-2022                                                                         | Abu Dhabi                                                                          | Emirati Arabi Uniti                                                                | 2 – 1                                                                              | Kazakistan                                                                         | Amichevole                                                                         | -                                                                                  | 83’                                                                                |
| 7-1-2023                                                                           | Basra                                                                              | Bahrein                                                                            | 2 – 1                                                                              | Emirati Arabi Uniti                                                                | Gulf Cup 2023 - 1º turno                                                           | -                                                                                  | 80’                                                                                |
| 10-1-2023                                                                          | Basra                                                                              | Emirati Arabi Uniti                                                                | 0 – 1                                                                              | Kuwait                                                                             | Gulf Cup 2023 - 1º turno                                                           | -                                                                                  | 78’                                                                                |
| 13-1-2023                                                                          | Basra                                                                              | Qatar                                                                              | 1 – 1                                                                              | Emirati Arabi Uniti                                                                | Gulf Cup 2023 - 1º turno                                                           | -                                                                                  | 78’                                                                                |
| 12-9-2023                                                                          | Zagabria                                                                           | Costa Rica                                                                         | 1 – 4                                                                              | Emirati Arabi Uniti                                                                | Amichevole                                                                         | 2                                                                                  |                                                                                    |
| 12-10-2023                                                                         | Dubai                                                                              | Emirati Arabi Uniti                                                                | 1 – 0                                                                              | Kuwait                                                                             | Amichevole                                                                         | -                                                                                  | 72’                                                                                |
| 12-10-2023                                                                         | Dubai                                                                              | Emirati Arabi Uniti                                                                | 1 – 0                                                                              | Libano                                                                             | Amichevole                                                                         | -                                                                                  | 38’ 46’                                                                            |
| 12-10-2023                                                                         | Riffa                                                                              | Bahrein                                                                            | 0 – 2                                                                              | Emirati Arabi Uniti                                                                | Qual. Mondiali 2026                                                                | -                                                                                  | 76’                                                                                |
| 6-1-2024                                                                           | Abu Dhabi                                                                          | Emirati Arabi Uniti                                                                | 1 – 0                                                                              | Oman                                                                               | Amichevole                                                                         | -                                                                                  | 46’                                                                                |
| 14-1-2024                                                                          | Al Rayyan                                                                          | Emirati Arabi Uniti                                                                | 3 – 1                                                                              | Hong Kong                                                                          | Coppa d'Asia 2023 - 1º turno                                                       | 1                                                                                  | 68’                                                                                |
| 18-1-2024                                                                          | Al Wakrah                                                                          | Palestina                                                                          | 1 – 1                                                                              | Emirati Arabi Uniti                                                                | Coppa d'Asia 2023 - 1º turno                                                       | -                                                                                  | 55’                                                                                |
| 23-1-2024                                                                          | Al Rayyan                                                                          | Iran                                                                               | 2 – 1                                                                              | Emirati Arabi Uniti                                                                | Coppa d'Asia 2023 - 1º turno                                                       | 1                                                                                  |                                                                                    |
| 28-1-2024                                                                          | Al Rayyan                                                                          | Tagikistan                                                                         | 1 – 1 (5 - 3 dtr)                                                                  | Emirati Arabi Uniti                                                                | Coppa d'Asia 2023 - Ottavi di finale                                               | -                                                                                  | 69’                                                                                |
| Totale                                                                             |                                                                                    | Presenze                                                                           | 17                                                                                 |                                                                                    | Reti                                                                               | 5                                                                                  |                                                                                    |

## Palmarès

### Club

#### Competizioni nazionali
- Supercoppa degli Emirati Arabi Uniti: 4

Al-Wahda: 2018
Shabab Al-Ahli: 2020, 2023, 2024
- Coppa del Presidente degli Emirati Arabi Uniti: 1

Shabab Al-Ahli: 2020-2021
- UAE Arabian Gulf Cup: 1

Shabab Al-Ahli: 2020-2021
- Campionato emiratino: 2

Shabab Al-Ahli: 2022-2023,  2024-2025